# Platycheirus pulcherum
Platycheirus pulcherum är en tvåvingeart som beskrevs av Mutin 1999. Platycheirus pulcherum ingår i släktet fotblomflugor, och familjen blomflugor. Inga underarter finns listade i Catalogue of Life.